# La voce del silenzio/Canzone per te
La voce del silenzio/Canzone per te è un singolo degli Aphrodite's Child, pubblicato dalla Mercury nel 1968. Entrambi i brani erano stati presentati alla diciottesima edizione del Festival di Sanremo, tenutasi quell'anno.

## I brani

### La voce del silenzio
La voce del silenzio è il brano scritto da Elio Isola (per la musica), Paolo Limiti e Mogol (per il testo), e presentato al Festival da Tony Del Monaco in doppia esecuzione con Dionne Warwick. I due cantanti vennero snobbati dai media e la canzone non ebbe molto successo nella manifestazione, classificandosi quattordicesima (cioè ultima delle finaliste).

### Canzone per te
Canzone per te è il brano scritto da Sergio Bardotti (per il testo), Sergio Endrigo e Luis Bacalov (per la musica), vincitore del Festival nell'interpretazione dello stesso Endrigo in doppia esecuzione con Roberto Carlos.

### Tracce
LATO A
- La voce del silenzio (Mogol-Limiti-Isola)

LATO B
- Canzone per te (Bardotti-Endrigo-Bacalov)